# Chen Jitong

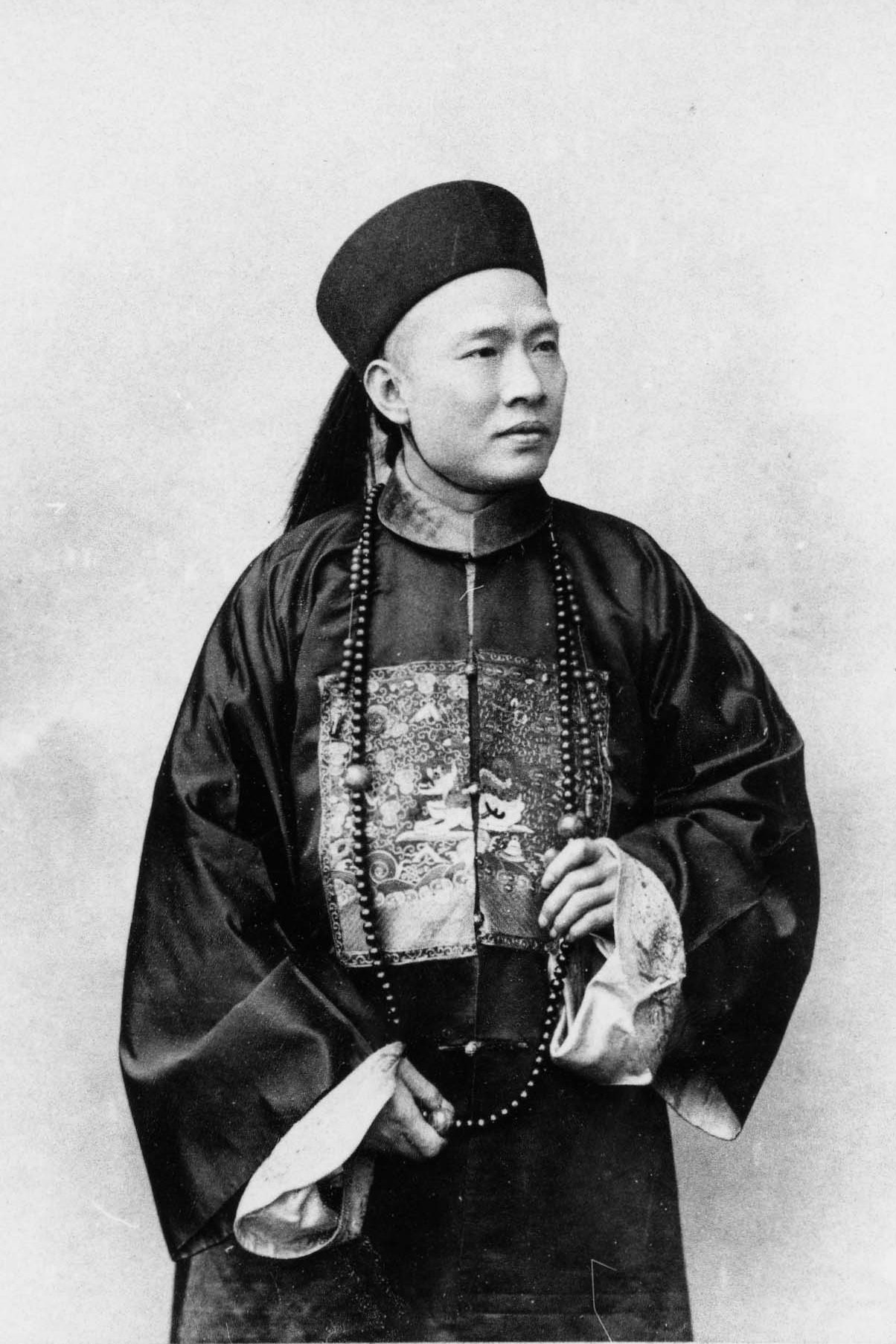
Chen Jitong in seiner Amtskleidung. Fotografie von Nadar.

Chen Jitong (chinesisch 陳季同, Pinyin Chén Jìtòng, W.-G. Tcheng Kitong, Tcheng Ki-tong, französisch Tcheng-Ki-tong; Großjährigkeitsname Jingru 敬如; * 1851 in Houguan, Fuzhou; † März 1907, Nanjing) war ein chinesischer Diplomat und Schriftsteller. Er war von 1884 bis 1891 auf seinem Posten in Frankreich und schrieb in dieser Zeit einige Werke auf Französisch. Damit war er der erste Chinese, der Bücher in französischer Sprache veröffentlichte und der viel dazu beitrug, die chinesische Kultur bekannt zu machen.

## Leben
Chen Jitong wurde 1851 in Houguan, einem Ort im heutigen Fuzhou, geboren. 1869 begann er Französisch zu lernen, weil es damals bei dem Arsenal des Freihafens von Fuzhou eine von Franzosen geführte Schule gab. Er studierte bei Prosper Giquel und freundete sich mit seinem Lehrer an.
1876 nahm er an der Gesandtschaft nach Europa von Shen Baozhen teil. Nach seiner Rückkehr nach China im folgenden Jahr verfasste er einen Bericht seiner Eindrücke in Europa und erhielt einen wichtigen Posten als Ratgeber für die Außenpolitik der Qing-Dynastie.
In den 1880er Jahren wurde er zum Militärattaché der Botschaft des Kaiserreichs China in Paris ernannt. 1884 veröffentlichte er das erste Buch Les Chinois vus par eux-mêmes (dt. Die Chinesen, von ihnen selbst gesehen), das zunächst in der Revue des Deux Mondes veröffentlichte und dann als Sammelband bei Calmann-Lévy herausgegeben wurde. Das Buch wurde ein großer Erfolg mit zehn Ausgaben in zwei Jahren und großer öffentlicher Beachtung. Auch seine folgenden Werke waren erfolgreich. Gleichzeitig wurde er zu einer gesellschaftlichen Größe in Tout-Paris (der Pariser Elite). Er trat in Salons und bei Festen auf und kleidete sich immer in wertvollen chinesischen Gewändern. In diesem Aufzug wurde er auch oft fotografiert, zum Beispiel von Nadar.
Im April 1890 heiratete er eine Französin, Marie Adèle Lardanchet, in der Gemeinde Desnes (Jura). Durch einen Pressebericht wurde bekannt, dass er in Peking bereits verheiratet war.
Im Jahr 1891 fiel er in Ungnade. Er hatte sich durch sein gesellschaftliches Leben in Paris stark verschuldet und rettete sich dadurch, dass er sich nach China absetzte. Li Hung Chang trat als sein Beschützer auf und sorgte dafür, dass seine Schulden beglichen wurden. Nachdem er sich aus dem öffentlichen Leben zurückgezogen hatte, ließ er sich in Shanghai nieder.
Die kurzlebige Republik Formosa berief ihn 1895 noch einmal als Minister für auswärtige Beziehungen.
Um 1898 kehrte er nach Fuzhou zurück, wo er zum Marschall ernannt wurde und für einige Monate zum Gesprächspartner von Paul Claudel, der von ihm Berichte über die Arbeiten von Prosper Giquel am Arsenal de Fuzhou erhielt.

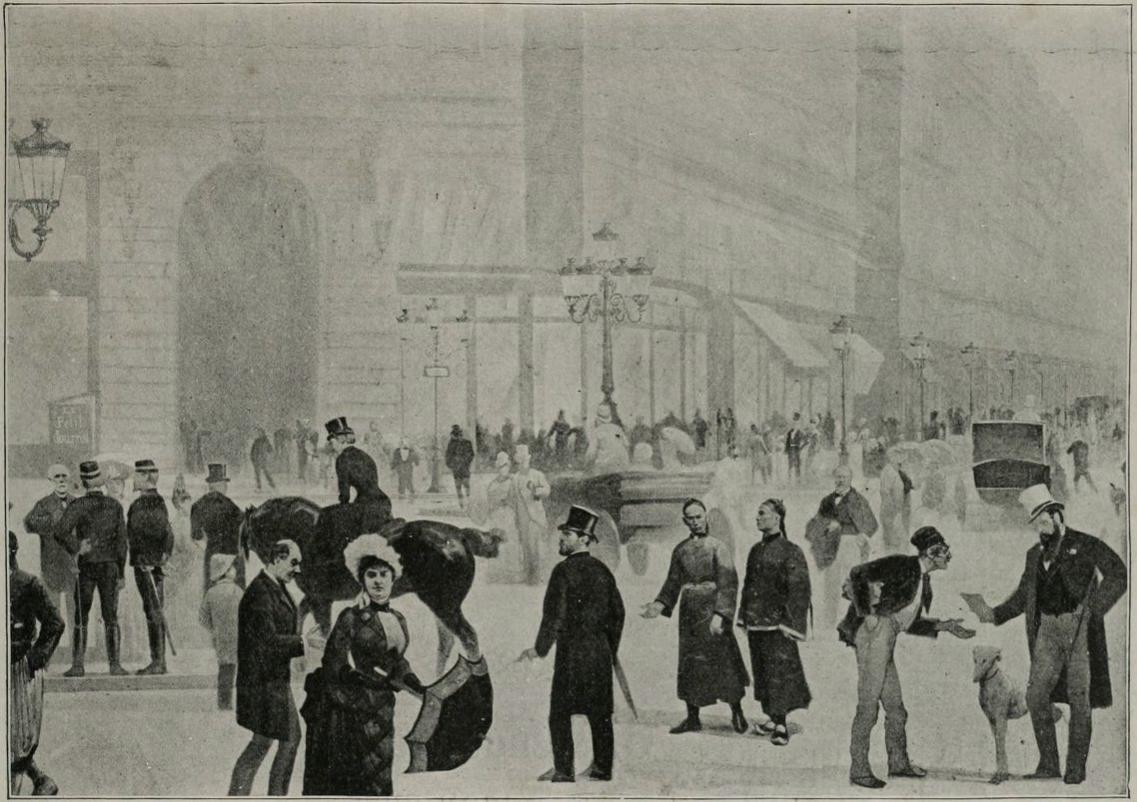
22. Tafel des Panorama le Tout-Paris von Charles Castellani, das bei der Weltausstellung 1889 gezeigt wurde. Tcheng-Ki-Tong ist als der Chinese rechts im Bild erkennbar.

Er starb in Nanjing im März 1907.

## Werke
- Les Chinois peints par eux-mêmes. (Die Chinesen von sich selbst gemalt) 3. ed. Paris: Calmann-Lévy, 1884.
- Contes chinois (Übersetzungen aus dem Liaozhai zhiyi)[7], Paris, Calmann Lévy, 1884.
- Comment on devient Parisien. (Wie man ein Pariser wird) Le Figaro, 1885.[1]
- Le théâtre des Chinois: étude de mœurs comparées. (Das Theater der Chinesen) 3. éd. Paris: Calmann Lévy, 1886.
- L’économie sociale de la Chine, (Sozioökonomie von China) Conférence du 12 août 1889 publiée dans les actes du 18e colloque de l’Association Française pour l’Avancement des Sciences, S. 422.
- L’écolier chinois dans les numéros 70 et 71 du journal Le Petit Français illustré, Armand Colin, 1890,
- Les Plaisirs en Chine (Die Freuden Chinas) Charpentier, Paris, 1890, III+308 pages.
- Le Roman de l’Homme Jaune, Mœurs chinoises. (Der Roman des gelben Mannes) Charpentier, 1891.
- Les Parisiens peints par un Chinois, (Pariser von einem Chinesen gemalt) Charpentier, 1891.
- Mon pays, la Chine d’aujourd’hui, (Mein Land, das China von heute) Charpentier et Fasquelle, Paris, 1892.
- L’Amour héroïque, (Heldenliebe) Shanghaï, Dongfang Chubanshe. 1904.